# Lijst van straten in Woudenberg
Dit is een lijst van straten in Woudenberg en hun oorsprong/betekenis.
- Albert Cuyplaan - in de schilderswijk ten westen van de Maarsbergseweg N226. De laan verbindt de P.C. Hooftlaan met Het Schilt; Albert Cuyp, schilder.
- Blotenburgerhof -  boerderij Blotenburg, gelegen op Ekris onder Woudenberg;
- Breitnerlaan - George Hendrik Breitner, Nederlands kunstschilder, beroemd om zijn kijk op het Amsterdamse stadsleven.
- Brinkkanterweg - van de Laagerfseweg naar Scherpenzeel;
- Broederschapsland - verbinding Henschoterlaan met de Laan van Nieuwoord;
- Broekerweg - van de Oudenhorsterlaan naar De Groep;
- Burgwal - zijweg van de Schoutstraat;
- Daantgenshof - boerderijnaam Daantgens[1]
- Dashorsterweg - Anthonis Mor van Dashorst, Nederlands kunstschilder. Hij vervaardigde vrijwel uitsluitend portretten.
- Davelaar - boerderijen Groot Davelaar (nu: Peelens Hoeve) en Klein Davelaar (nu Hoeve De Beek).[2]
- De Bongerd - verbinding van De Steenen Brug met De Steen;
- De Bosrand - zijstraat van de John F. Kennedylaan;
- De Bron - zijstraat van de John F. Kennedylaan;
- De Groep - tussen Heuvelsestaag en Broekerweg, richting de Lunterse Beek
- De Henschoterhof - Henschoten is een landgoed bij Woudenberg en Maarn in de Nederlandse provincie Utrecht, sinds 1919 deel van Den Treek-Henschoten.
- De Heuvel - verbinding Laanzicht met de Prangelaar
- De Heygraeff - Buurtgemeenschap langs de grens met Maarn rondom de loop van de gelijknamige beek. Op stichting de Heygraeff wonen en leven mensen met verstandelijke of meervoudige beperkingen.
- De Kaneel - zijstraat van de John F. Kennedylaan
- De Koekel - een koekel, koggelboon, koekelkorrel, koekelkoorn of koekelkorn is een gifkorrel die gebruikt wordt om de vis te verdoven, waarna de vis met behulp van een schepnet aan boord geschept kan worden.
- De Kolk - verbinding Van Steenbergenlaan en de Stationsweg West, met twee rijbanen die van elkaar gescheiden zijn door een brede middenberm.
- De Korte Wetering - verbinding Laanzicht met De Heuvel;
- De Maat - zijweg van De Bosrand;
- De Nieuwe Poort - van de Dorpsstraat naar de N226
- De Nort - van de Parallelweg naar de Zegheweg;
- De Omloop - van Nijverheidsweg naar Het Wencum;
- De Plantage - van P.C. Hooftlaan naar de Vondellaan;
- De Ruyterlaan - Michiel de Ruyter, admiraal;
- De Steeg - van de Groep richting Scherpenzeel;
- De Steen - zijweg van Het Schilt;
- De Stenen Brug - zijstraat van De Plantage, overgaand in De Bongerd;
- De Tol - tussen Westerwoude en de Laan van Lichtenberg;
- De Wetering - tussen Laanzicht en De Heuvel;
- Doornheg - zijstraat John F. Kennedylaan
- Doornseweg - naar de plaats Doorn (Utrecht)
- Dorpsstraat - oost-west lopende straat van de Stationsweg naar de N226
- Dotterbloem - dotterbloem, plantensoort
- Eendekroos - het plantengeslacht kroos
- Ekris - vanuit Woudenburg naar het noorden lopend en daarna oostwaarts afbuigend aansluitend op de N226
- Emmahof - zijweg van de Koningin Emmastraat
- Eshoflaan - van de Ekris naar de Nico Bergsteijnweg;
- Evertsenlaan - van de Karel Doormanlaan naar de Burgwal; Johan Evertsen (1600-1666), Nederlands admiraal uit de zeventiende eeuw.
- Fonteinkruid - fonteinkruid;
- Frans Halslaan - Frans Hals, schilder;
- Geeresteinselaan - deel van de N226 naar Leusden; genoemd naar de Woudenbergse wijk Geerestein; Kasteel Geerestein was een kasteel en ridderhofstad gelegen net ten noorden van Woudenberg;
- Gerard Doulaan - Gerard Dou, schilder;
- Gersteveld - gerst, graansoort;
- Griftdijk - vanuit Woudenberg in noordelijke richting naar de Heiligenbergerbeek; genoemd naar Bisschop Davidsgrift
- Griftpark - zijstraat John F. Kennedylaan; zie hierboven
- Haarweg - van de Heulweg in westelijke richting, parallel aan de A12 aansluitend op de Altena
- Haverveld - haver, graansoort
- Heinelaan - Heinrich Heine, Duitse dichter van Joodse afkomst. Hij werd geboren als Harry Heine, maar werd als schrijver bekend onder de naam Heinrich Heine.
- Henschoterlaan - Henschoten is een landgoed bij Woudenberg en Maarn in de Nederlandse provincie Utrecht, sinds 1919 deel van Den Treek-Henschoten.
- Het Wencum - van Laan 1940-1945 naar de Nico Bergsteijnweg
- Heulweg - van de Utrechtsebaan naar de Ginkelsedwarsakkers in het noorden,
- Hoefblad - hoefblad
- Huygenslaan - zijstraat van Het Schilt
- Jacob Catslaan - Jacob Cats (dichter) (1577-1660), Nederlands dichter en jurist
- Jacobshoeve-erf - zijstraat van Laanzicht
- Jan Steenlaan - Jan Steen, schilder
- Johan Willem Frisolaan - Johan Willem Friso van Nassau-Dietz, (Dessau, 4 augustus 1687 – Strijensas, 14 juli 1711) was vorst van Nassau-Dietz (1696-1711, vanaf 1702 Nassau-Oranje), prins van Oranje (1702-1711) en stadhouder van Friesland (1707-1711) en Groningen (1708-1711).
- John F. Kennedylaan - John F. Kennedy, president van de Verenigde Staten van Amerika
- Jozef Israelslaan - Jozef Israëls, schilder
- Juliana van Stolberglaan - Juliana van Stolberg, (Stolberg, 15 februari 1506 - Dillenburg, 18 juni 1580), gravin van Nassau-Dillenburg, was de moeder van Willem van Oranje.
- Karel Doormanlaan - Karel Doorman
- Kerkstraat - tussen Voorstraat en Middenstraat
- Kersentuin - Kers (fruit), het steenfruit van kersenbomen;
- Klein Lichtenberg - zijstraat van Laanzicht; Lichtenberg (Woudenberg) is een voormalig kasteel bij Woudenberg
- Klein Moorst - Moorst is een buurtschap gelegen tussen Scherpenzeel, De Glind en Snorrenhoef, in de Nederlandse provincie Utrecht en Gelderland. Het ligt in vier gemeenten: Scherpenzeel, Woudenberg, Leusden en Barneveld.
- Kolfschoterdijk - verbindt de Voskuilerdijk met Kolfschoten
- Koning Willem III-straat - Willem III der Nederlanden (1817-1890), koning der Nederlanden en groothertog van Luxemburg (1849-1890)
- Koningin Emmastraat - Emma van Waldeck-Pyrmont, (Arolsen, 2 augustus 1858 – Den Haag, 20 maart 1934), prinses van Oranje-Nassau, prinses van Waldeck-Pyrmont, was de tweede echtgenote van koning Willem III van 1879 tot zijn dood in 1890 en koningin-regentes der Nederlanden van 1890 tot 1898.
- Koningin Julianaplein - Juliana der Nederlanden
- Koningin Sophiestraat - Sophie van Württemberg, eerste echtgenote van koning Willem III van 1849 tot haar overlijden in 1877 koningin der Nederlanden
- Koningin Wilhelminastraat - Wilhelmina der Nederlanden (1880-1962), koningin der Nederlanden (1898-1948)
- Koningslaan - zijstraat Stationsweg West
- Kouweland - zijweg van de Laan van Blotenberg
- Laagerfseweg - van de N224 in zuidelijke richting tot de E35
- Laan van Blotenburg -  boerderij Blotenburg, gelegen op Ekris onder Woudenberg;[3]
- Laan van Lichtenberg - kasteel Lichtenberg (Woudenberg)
- Laan van Nieuwoord - huize Nieuwoord aan de Maarsbergseweg
- Laanzicht - van de Frans Halslaan richting N226 in het westen
- Lambalgseweg - Lambalgen is een landgoed in Woudenberg, net ten zuiden van Scherpenzeel in de provincie Utrecht. Het bos bestaat al vanaf de 13e eeuw, het landgoed vanaf de 15de eeuw. Het landgoed is ongeveer 290 hectare.
- Landaasweg - boerderij Groot Landaas
- Lisdodde - lisdodde
- Maarsbergseweg - Maarsbergen
- Maarten van Rossumweg - Maarten van Rossum
- Meent - zijweg van de Griftdijk
- Mesdaglaan - de Nederlandse kunstschilder Hendrik Willem Mesdag
- Middenstraat - zijstraat van de Burgwal
- Moorsterweg - Moorst is een buurtschap gelegen tussen Scherpenzeel, De Glind en Snorrenhoef, in de Nederlandse provincie Utrecht en Gelderland. Het ligt in vier gemeenten: Scherpenzeel, Woudenberg, Leusden en Barneveld.
- Nico Bergsteijnweg - verzetsman Nico Bergsteijn (*1919-1945)[4]
- Nijverheidsweg - zijweg van de Nico Bergsteijnweg
- Oranjelaan - zijstraat Nico Bergsteijnweg naar de Pr. Margrietstraat
- Oudenhorsterlaan - voormalig landgoed Oudenhorst was een van de oudste boerenerven in de Gelderse Vallei.
- P.C. Hooftlaan - Pieter Corneliszoon Hooft, Nederlandse geschiedkundige, dichter en toneelschrijver.
- Parallelweg - zijweg van de N224
- Parklaan - aan weerszijden van het De Beaufortpark
- Paulus Potterlaan - Paulus Potter, schilder
- Piet Heynlaan - Piet Hein (zeevaarder) (1577-1629), Nederlands kapitein en vlootaanvoerder, bekend van de verovering van de Zilvervloot.
- Pijlkruid - pijlkruid
- Prangelaar - via De Heuvel verbonden met Laanzicht
- Prins Bernhardstraat - Bernhard van Lippe-Biesterfeld
- Prins Clausstraat - Claus von Amsberg
- Prins Hendrikstraat - van de Nico Bergsteijnweg naar de Kon. Wilhelminastraat
- Prins Mauritslaan - zijstrta van de Willem de Zwijgerlaan
- Prinses Beatrixstraat - Beatrix der Nederlanden
- Prinses Christinastraat - prinses Christina der Nederlanden
- Prinses Irenestraat - zijweg van de Ekris
- Prinses Margrietstraat - prinses Margriet der Nederlanden
- Randweg - N224 richting Scherpenzeel
- Rembrandtlaan - Rembrandt van Rijn, schilder
- Ringelpoel - boerderij Ringelpoel;
- Rubenslaan - Peter Paul Rubens, Vlaams kunstschilder, tekenaar en diplomaat
- Rumelaarseweg - Rumelaar (ook: Ramelaar, Rumelaer) is een voormalig kasteel en landgoed in Woudenberg en Maarsbergen in de Nederlandse provincie Utrecht.
- Ruysdaellaan - Jacob van Ruysdael, kunstschilder
- Schans - zijstraat Stationsweg West
- Het Schilt - Het Schilt verbindt de westelijke Vondellaan met de rotonde in de Maarsbergseweg N226. Zijstraten aan de zuidzijde zijn de Jacb Catslaan, de Huygenslaan en De Steen, aan de noordzijde de Henschoterhof.
- Schoolstraat - zijstraat N226
- Schoutstraat - zijweg van de Voorstraat
- Slappedel - langs de Woudenbergsche Grift en de N224
- Slotlaantje - zijweg van De Bongerd
- Spoorlaan - zijweg N224 tot de Zegheweg
- Stationsweg Oost/ Stationsweg West - N224
- Strubbelenburg - bij boerderij Rumelaer.
- Tabaksland - tabak; zijweg van de Laanzicht
- Tarweveld - tarwe, graansoort
- Ter Maatenlaan - zijweg van de Europaweg; Naar Cornelis ter Maaten, Woudenbergs verzetsman.[4]
- Thorbeckelaan - Johan Rudolph Thorbecke, Nederlands staatsman van liberale signatuur. Hij wordt als de grondlegger van het parlementarisme in Nederland beschouwd.
- Trekerweg - Den Treek, landgoed
- Tromplaan - Maarten Tromp, admiraal
- Van Beeklaan - zijstraat Europaweg
- Van Galenlaan - van Karel Doormanlaan naar Kaneel;
- Van Gendtlaan - U-vormige zijweg van de Piet Heynlaan
- Van Ginkellaan - parallel aan de Europaweg van de Ter Maatenlaan naar de ter Beeklaan; Naar Jan van Ginkel, Woudenbergs verzetsman.[4]
- Van Goghlaan - Vincent van Gogh, schilder
- Van Hogendorplaan - tussen Kaneel en Schoutlaan
- Van Limburg Stirumlaan - Huis Limburg Stirum; zijstraat van de John F. Kennedylaan
- Van Ostadelaan - zijstraat Rembrandtlaan
- Van Rijningenpark - zijweg van de John F. Kennedylaan
- Van Speijklaan - zijweg van de John F. Kennedylaan; Jan van Speijk, Nederlands kanonneerbootcommandant tijdens de Belgische opstand
- Van Steenbergenlaan - langs de N224; Naar Cornelis, Aart en Joachem van Steenbergen, Woudenbergse verzetslieden.[4]
- Van der Duin van Maasdamlaan - zijweg van de John F. Kennedylaan; genoemd naar het geslacht Van der Duyn
- Veldschans - zijweg van de Schans
- Vermeerlaan - Johannes Vermeer, schilder
- Vermeulenhof - zijweg Nico Bergsteijnweg
- Vieweg - van de N226 naar Den Treek
- Vlieterweg - vanuit Scherpenzeel naar de Broekerweg
- Vondellaan - Joost van den Vondel, dichter
- Voorstraat - van de N224 naar de N226
- Voskuilerdijk - naar buurtschap Voskuilen
- Voskuilerweg - van de N224 naar de buurtschap Voskuilen
- Waterlelie - waterlelie, waterplant
- Westerwoud - zijweg van de Laan van Lichtenberg
- Willem de Zwijgerlaan - Willem de Zwijger
- Witte de Withlaan - Witte de With
- Zegheweg - van de N224 naar het Valleikanaal
- Zeisterweg - richting Zeist
- Zuiderbroek - zijweg van de Vieweg
- Zwanebloem - zwanenbloem, waterplant